# 72 Feronia
72 Feronia este un asteroid din centura principală, descoperit pe 29 mai 1861, de Christian Peters.